# 127 Pułk Artylerii Haubic

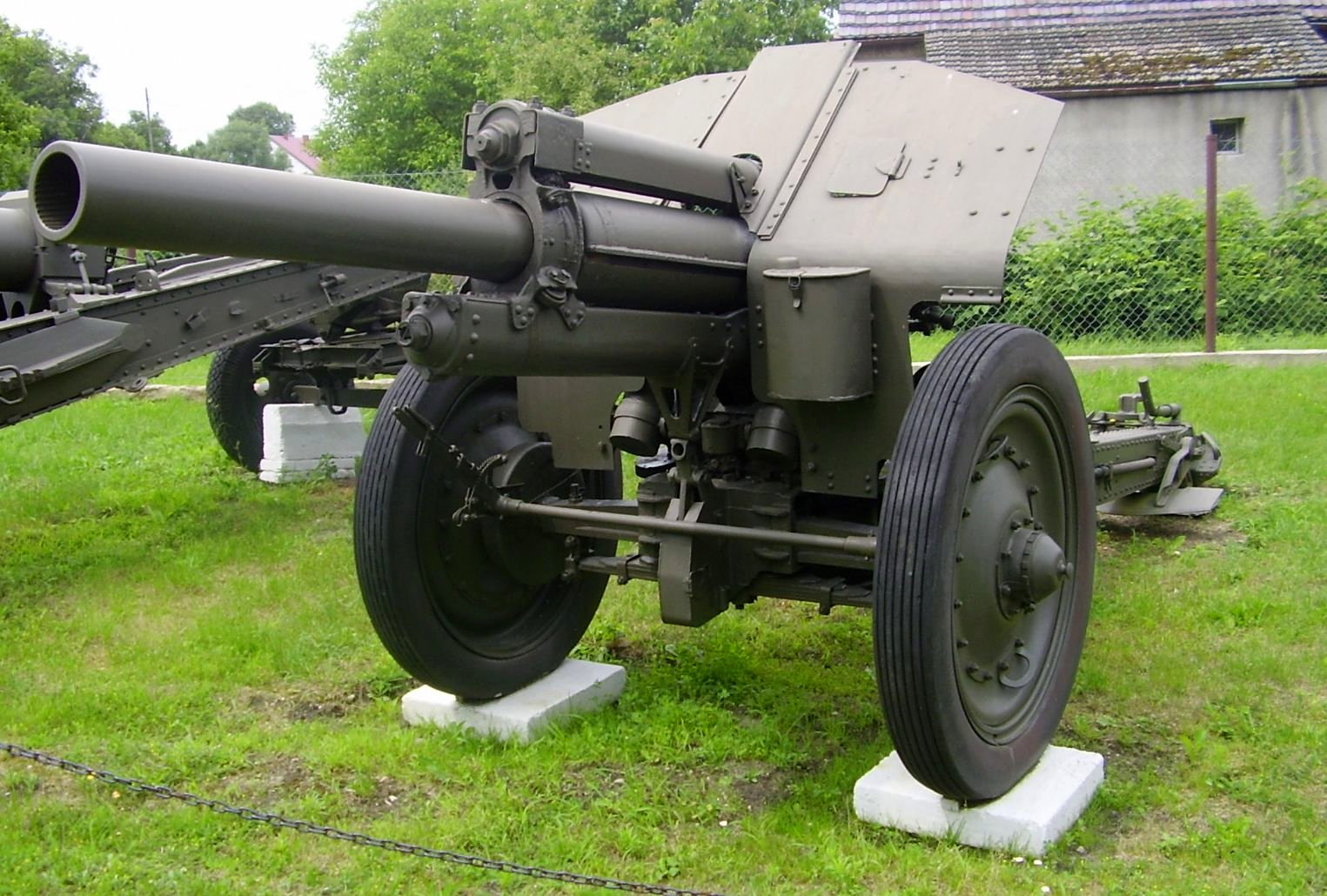
122 mm haubica wz. 1938 (M-30)

127 pułk artylerii haubic (127 pah) – oddział artylerii Wojska Polskiego.
Pułk został sformowany wiosną 1951, w garnizonie Bemowo Piskie, w składzie 29 Brygady Artylerii Haubic z 8 DAP, według etatu Nr 4/62 pułku artylerii haubic. 4 grudnia 1952 przeformowany został na etat Nr 4/85 i skadrowany.

## Skład organizacyjny
Etat nr 4/62 pułku artylerii haubic z 12 marca 1951
Dowództwo pułku
- trzy dywizjony artylerii haubic
  - trzy baterie artylerii
- dywizjon szkolny
- plutony: dowodzenia, gospodarczy